# Quý Lương
Quý Lương là một xã thuộc tỉnh Thanh Hóa, Việt Nam.
Được thành lập ngày 16 tháng 6 năm 2025 trên cơ sở các xã Lương Nội, Lương Trung, Lương Ngoại của huyện Bá Thước, xã Quý Lương chính thức hoạt động từ ngày 1 tháng 7 cùng năm.

## Địa lý
Xã Quý Lương nằm ở vùng núi phía tây bắc tỉnh Thanh Hóa, có sông Mã chảy qua, có vị trí địa lý:
- Phía bắc giáp tỉnh Phú Thọ
- Phía đông giáp các xã Thạch Quảng, Cẩm Tú
- Phía nam giáp các xã Cẩm Thạch, Điền Lư
- Phía tây giáp các xã Điền Lư, Bá Thước.

Xã Quý Lương có diện tích tự nhiên 133,44 km², quy mô dân số năm 2024 là 15.125 người, mật độ dân số đạt 113 người/km².

## Lịch sử
Địa giới hành chính xã Quý Lương trước đây là các xã Lương Nội, Lương Trung, Lương Ngoại, nằm ở phía đông huyện Bá Thước.
Ngày 16 tháng 6 năm 2025, huyện Bá Thước bị giải thể do bỏ cấp huyện; xã Quý Lương được thành lập theo Nghị quyết số 1686/NQ-UBTVQH15 của Ủy ban Thường vụ Quốc hội trên cơ sở sáp nhập toàn bộ diện tích tự nhiên và quy mô dân số của 3 xã Lương Nội, Lương Trung, Lương Ngoại. Xã này chính thức hoạt động từ ngày 1 tháng 7 năm 2025, là đơn vị hành chính trực thuộc tỉnh Thanh Hóa.

## Hành chính
Xã Quý Lương có 26 tổ chức tự quản. Dưới đây là danh sách các tổ chức tự quản theo địa giới từng xã cũ:
| Mã    | Tên xã      | Hành chính     | Hành chính |
| Mã    | Tên xã      | Số lượng       | Danh sách |
| ----- | ----------- | -------------- | --- |
| 14941 | Lương Ngoại | 5 làng, 2 thôn | Các làng: Cốc Cáo, Dần Long, Giầu Cả, Măng, Ngọc Sinh; các thôn: Công, Đạo                                      |
| 14947 | Lương Nội   | 9 thôn         | Ấm, Ben, Chông, Đầm, Đòn, Khai, Ry, Són, Trần                                                                   |
| 14953 | Lương Trung | 10 thôn        | Chòm Mốt, Chòm Thái, Mật Thành, Phú Sơn, Quang Trung, Sơn Thủy, Trung Dương, Trung Sơn, Trung Thành, Trung Thủy |